# Гарсия Прието, Мануэль
Мануэль Гарсия Прието, 1-й маркиз Алусемас (исп. Manuel García-Prieto; 5 ноября 1859, Асторга, провинция Леон — 8 марта 1938, Сан-Себастьян) — политический деятель Испании, юрист. В период с 1912 по 1923 год четыре раза назначался премьер-министром. В разное время также занимал посты министра внутренних дел, юстиции, иностранных дел и общественных работ, был председателем Сената. Будучи зятем и соратником Эухенио Монтеро Риоса играл важную роль в галисийской и испанской политике первых двух десятилетий XX века.
Член Королевской академии юриспруденции и законодательства (исп. Real Academia de Jurisprudencia y Legislación).

## Биография
Родился в Асторге, испанская провинция Леон. Выучившись на юриста у своего тестя Монтеро Риоса, влиятельного испанского юриста и политика, был городским прокурором суда Мадрида и членом военного юридического корпуса (исп. Cuerpo Jurídico Militar). Вскоре занялся политикой, вступив в Либеральную партию, от которой в 1887 году был избран депутатом Конгресса от родной Асторги. В 1893 году стал депутатом от Сантьяго-де-Компостела, который представлял в нижней палате испанского парламента депутатом в течение двадцати лет, пока не стал членом Сената.
В 1897 году Гарсия Прието стал сотрудником министерства иностранных дел, а затем заместителем министра заморских территорий. В 1905 году возглавил министерство внутренних дел в правительстве Монтеро Риоса. В том же году стал министром юстиции в кабинете Сехизмундо Морета, уйдя в отставку из-за несогласия с политикой уступок военным, которую проводил премьер-министр.
В 1906 году Гарсия Прието стал министром общественных работ в правительстве генерала Лопеса Домингеса. В 1910 году назначен министром иностранных дел в кабинете Хосе Каналехаса. В этом качестве добился значительных успехов в международной политике, договорившись о подписании испано-марокканского договор в 1911 году, проведя переговоры с Францией по вопросу протектората над Марокко в 1912 году и добившись для испаноязычных государств Америки представительства в Международном суде в Гааге. За свои усилия по подготовке договора, который позволил Испании установить протекторат над частью Марокко, получил дворянство, титул маркиза Алусемас и звание пожизненного сенатора.
После того как 12 ноября 1912 года был убит премьер-министр Каналехас, Гарсия Прието в течение двух дней председательствовал в Совете министров. Проиграв в борьбе за лидерство в Либеральной партии в 1913 году, он создаёт Либерально-демократическую партию, основой для которой послужила фракция основателя Либеральной партии Сагасты, которая выступала против нового лидера партии и главы правительства Альваро де Фигероа и Торреса, графа Романонес. Первым испытанием новой партии стали выборы 1914 года, на которых либдемы завоевали 38 мест в Конгрессе депутатов, став третьей партией страны после консерваторов Эдуардо Дато (193 мандата) и либералов графа Романонес (84 места).
Перед выборами 1916 года граф Романонес и Гарсия Прието смогли договориться и выставить на выборы единый либеральный список, завоевав 233 мандата (56,97 %). После победы на выборах Гарсия Прието был назначен председателем Сената. 19 апреля 1917 года, после того как граф Романонес был вынужден подать в отставку из-за конфликта с армейским офицерством, требовавшим прекратить злоупотребления и увеличить содержание, Мануэль Гарсия Прието стал новым премьер-министром. Ему не удалось справиться с растущим в стране в целом и в армии в частности недовольством. В результате уже 11 июня правительство возглавил лидер консерваторов Эдуардо Дато, который пригласил в свой в кабинет Гарсию Прието, предложив ему пост министра общественных работ.
В июле 1917 года Мануэль Гарсия Прието выиграл борьбу за руководство воссоединившейся после длительного раскола Либеральной партии. Так как меры принятые премьер-министром Дато не привели к стабилизации положения в Испании, 3 ноября 1917 года король Альфонс XIII поручает Гарсии Прието сформировать так называемое правительство национальной концентрации (англ. Gobierno de Concentración Nacional), в которое вошли либералы, либеральные демократы, консерваторы из фракций Антонио Маура и Хуана де ля Сьервы, а также, впервые в истории, каталонские регионалисты. Правительство проработало до выборов 1918 года.
В феврале 1918 года состоялись выборы, перед которыми либералы вновь раскололись. Либдемы Гарсии Прието смогли завоевать 92 мандата (22,49 %), став второй партией Испании, пропустив вперёд только консерваторов-«датистас». В новом правительстве, которое возглавил один из лидеров консерваторов, Антонио Маура, Гарсия Прието получил портфель министра внутренних дел. 9 ноября король поручил Мануэлю сформировать новый кабинет, в который вошли только представители либерального лагеря (либеральные демократы, либералы и левые либералы). Впрочем, новый кабинет продержался всего лишь 26 дней. Уже 5 декабря 1918 года правительство возглавил граф Романонес.
Выборы 1919 года оказались и для либералов в целом и для либдемов в частности неудачными. Соратники Гарсии Прието смогли получить только 52 мандата (12,71 %), став в итоге третьей партией страны после «датистас» и «мауристас». Результаты выборов 1920 года и вовсе оказались для либералов плачевными. Либерально-демократическая партия, хотя и стала второй по силе парламентской силой страны, смогла завоевать только 45 мандатов (11,0 %).
Работа Конгресса депутатов, избранного в 1920 году, проходила на фоне анархистского террора и начавшейся в 1921 году войны против берберского эмирата Риф, созданного в результате восстания в Северном Марокко. 8 марта 1921 года каталонские анархисты расстреляли в Мадриде премьер-министра Эдуардо Дато. Война в Марокко, где испанской армии противостояли нерегулярные силы рифских племён, умело применявших тактику партизанской войны, шла неудачно. В конце июля — начале августа 1921 года 3 000 рифских повстанцев под командованием Абд аль-Крима в битве при Анвале наголову разбили 23 тысяч испанских военных, из которых погибло около 13 000. Поражение, вошедшее в историю как «Катастрофа при Анвале» не только вызвала падение кабинета консерватора-«сьервистас» Мануэля Альендесаласара, но и положила начало серьёзному политическому кризису.
7 декабря 1922 года Мануэль Гарсия Прието в четвёртый раз возглавил испанское правительство. Перед выборами 1923 года ему удалось сформировать проправительственную коалицию, в которую вошли не только все либеральные группировки (либдемы, «романонистас», левые либералы, «гассетистас», «нисетистас» и независимые либералы), но и реформисты (Реформистская партия Мелькиадеса Альвареса и независимые реформисты). Коалиция выиграла выборы, завоевав 222 места в Конгрессе депутатов из 409 (54,28 %).
Четвёртый кабинет Мануэля Гарсии Прието стал последним избранным правительством конституционной монархии. 15 сентября 1923 года генерал Мигель Примо де Ривера произвёл военный переворот, установив в стране диктатуру. Гарсия Прието пытался остановить переворот, но безуспешно и был вынужден уйти в отставку.
Во время диктатуры Примо де Ривер Гарсия Прието держался в стороне от политики, в то же время симпатизируя оппозиции режиму. После смерти диктатора он согласился присоединиться к последнему монархическому правительству адмирала Хуана Баутисты Аснара-Кабаньяса, в котором занимал место министра юстиции и по делам религий.